# El Fraile, Zacatecas
El Fraile är en ort i Mexiko.   Den ligger i kommunen Villa Hidalgo och delstaten Zacatecas, i den centrala delen av landet, 400 km nordväst om huvudstaden Mexico City. El Fraile ligger 2 162 meter över havet och antalet invånare är 550.
Terrängen runt El Fraile är lite kuperad. Runt El Fraile är det ganska glesbefolkat, med 21 invånare per kvadratkilometer. Närmaste större samhälle är Villa Hidalgo, 7,2 km norr om El Fraile. Omgivningarna runt El Fraile är i huvudsak ett öppet busklandskap.